# Anne Hutchinson
Anne Hutchinson (Anne Marbury, 1591 – 1643), va ser una teòloga i consellera espiritual britànica, reconeguda per causar revolada amb les seves doctrines sobre la fe i la tolerància religiosa en una societat netament puritana.

## Biografia

### Primers anys i viatge a Amèrica del Nord
Anne Hutchinson va néixer en Alford, Lincolnshire, Anglaterra, i va ser batejada el 20 de juliol de 1591. Filla de Francis Marbury i Bridget Dryden. Anys després va conèixer al Reverend John Cotton, qui es va convertir en el seu mentor. En abandonar Cotton Anglaterra, Anne també va decidir anar-se'n. Al costat del seu espòs William i els seus fills van abandonar Anglaterra i es van establir en la colònia de Massachusetts Bay en 1634. En aquest lloc, Anne va començar a dur a terme reunions setmanals per discutir sobre teologia i per impartir consell espiritual.

### Judici i càstig
Algunes de les seves creences religioses no van caure bé en alguns dels seus veïns puritans. Ells creien que per guanyar-se la salvació i la vida eterna havien de dur-se a terme obres de caritat a la terra. Hutchinson creia que solament la fe era suficient. També creia que Déu es manifestava a l'home directament, sense necessitat del clergat. Els líders comunitaris van començar a veure a Hutchinson com un greu problema. Va ser portada a judici i condemnada per heretgia en 1637, i se li va demanar que abandonés la colònia.

### Defunció
Hutchinson i la seva família es van traslladar a Rhode Island. El seu espòs va morir en 1642, per la qual cosa la família es va mudar prop de Long Island Sound. En 1643, Hutchinson i tots els seus fills, excepte un, van ser assassinats en un atac perpetrat per nadius americans. La seva mort va ser vista pels puritans de la badia de Massachusetts com la clara evidència del judici diví a la terra.
En 1987, el governador de Massachusetts Michael Dukakis va absoldre a Anne Hutchinson, revocant l'ordre de desterrament que se li havia donat 350 anys abans.